# Tephrosia clementis
Tephrosia clementis är en ärtväxtart som beskrevs av Brother Alain. Tephrosia clementis ingår i släktet Tephrosia och familjen ärtväxter. Inga underarter finns listade i Catalogue of Life.